# Старый замок (Банска-Штьявница)
Старый замок (словац. Starý zámok) — хорошо сохранившийся замковый комплекс в городе Банска-Штьявница в Словакии. Расположен в центре города у подножия холма Парадайс на высоте 630 метров над уровнем моря. Построен на рубеже XV—XVI веков путём кардинальной перестройки и укрепления приходской церкви. Сегодня в замке расположены местный краеведческий музей и Словацкий горный музей. Вместе с другими историческими достопримечательностями города входит в список Всемирного наследия ЮНЕСКО.

## История
Городской замок Банско-Штявницы был создан как ренессансная крепость из романско-готической церкви Девы Марии начала XIII века, которая была перестроена и укреплена в начале XVI века с целью защиты от возможного турецкого нападения. Таким образом, основой комплекса является трехнефная, изначально романская, а сегодня готическая базилика, дополненная карнером (часовней Святого Михаила).

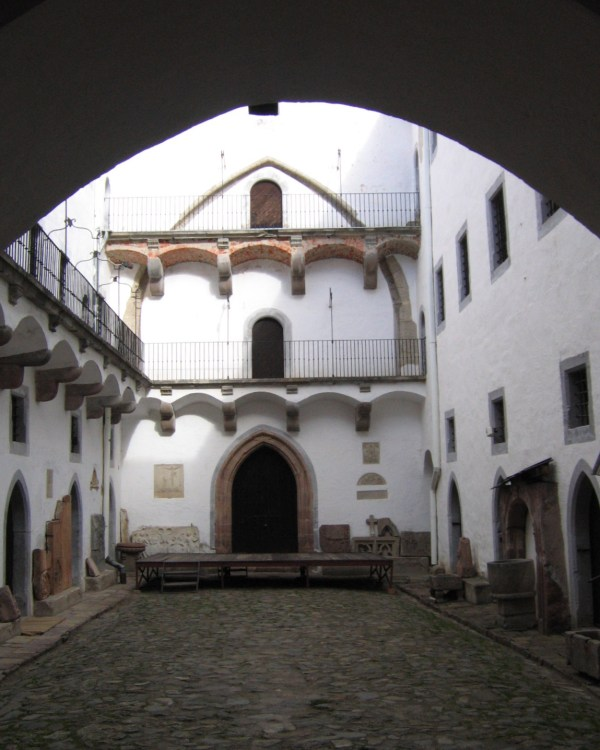
Двор замка

Началу строительства Старого замка, письменно зафиксированному в 1486 году, предшествовало повреждение и без того частично укрепленной базилики солдатами Шимона Розгони в 1442 году. Сгоревшая церковь получила дальнейшие повреждения во время сильного землетрясения 1443 года, поэтому она требовала капитальной реконструкции. Между 1495 и 1515 годами церковь была перестроена в базилику, к имевшимся укреплениям были пристроены круглые бастионы и амбразуры для пушек. Замковые стены были дополнены рвом и валом, которые были строчно достроены после усиления турецкой угрозы, что также изменило весь внешний вид замкового комплекса. Значительно усилив стены базилики, была создана оборонительная крепость — городской замок, который должен был защищать городок, известный своими серебряными шахтами.
В 60-х годах XVI века были произведены дальнейшие модификации, а последние значительные работы на оборонительном комплексе были проведены в 1777 году, когда была перестроена входная башня. В XIX веке, когда первоначальная функция крепости утратила свою актуальность, её строения использовалась для нужд городского архива, библиотеки, городской полиции, а также в них расположились мясная лавка и спортивный зал. С 1 июля 1900 года Старый замок выполняет функции городского музея, а с 1950 года комплекс строений замка был объявлен национальным памятником культуры. В 1993 году исторический центр города Банска-Штьявница вместе с комплексом средневековых горно-рудных строений был внесён в список Всемирного Наследия ЮНЕСКО в Словакии.